# Juan Cabrejo
Juan Manuel Cabrejo Pasantes (Camariñas, La Coruña, España, 26 de mayo de 1975) es un futbolista español. Juega de lateral izquierdo y su actual equipo es el Sociedad Deportiva Compostela (2004) del Grupo I de la Tercera División de España.

## Trayectoria
Su primer club fue la SD Compostela. Subió al primer equipo en 1998, tras el descenso del equipo a la Segunda División de España. En su primera temporada jugó 23 partidos y en la segunda 15, anotando un gol en cada una de las dos temporadas.
En la temporada 2000-2001 se marchó a la Sociedad Deportiva Eibar en el mercado de invierno, donde jugó 17 partidos y logró 1 gol. En 2002 fichó por el Elche Club de Fútbol por dos temporadas, pero el segundo año no lo terminó y se marchó a la Asociación Deportiva Ceuta. En 2004 volvió al Éibar, y en 2005 fichó por el Fútbol Club Cartagena con el que tras varios intentos consigue ascender a Segunda División en la temporada 2008/2009. En la temporada 2009-2010 fichó por el Cerceda Club de Fútbol, equipo del Grupo I de la Tercera División de España.

## Selección autonómica
Ha sido internacional con la Selección de fútbol de Galicia.

## Clubes
| Club                            | País   | Año       |
| ------------------------------- | ------ | --------- |
| Betanzos Club de Fútbol         | España | 1996-1997 |
| Sociedad Deportiva Compostela B | España | 1997-1998 |
| Sociedad Deportiva Compostela   | España | 1998-2000 |
| Sociedad Deportiva Eibar        | España | 2000-2002 |
| Elche Club de Fútbol            | España | 2002-2003 |
| Asociación Deportiva Ceuta      | España | 2003-2004 |
| Sociedad Deportiva Eibar        | España | 2004-2005 |
| Fútbol Club Cartagena           | España | 2005-2009 |
| Cerceda Club de Fútbol          | España | 2009-2016 |
| Sociedad Deportiva Compostela   | España | 2016-     |